# Зимин, Иван Николаевич
Иван Николаевич Зимин — советский государственный и политический деятель, секретарь Президиума Верховного Совета РСФСР.

## Биография
Родился в 1906 году. Член ВКП(б).
С 1926 года — на общественной и политической работе. В 1926—1959 гг. — на профсоюзной, комсомольской работе в Иванове, директор Прядильно-ткацкой фабрики имени О. А. Варенцовой, директор Калининской прядильной фабрики имени М. И. Калинина, секретарь Калининского городского комитета ВКП(б) по текстильной и лёгкой промышленности, 2-й секретарь Калининского городского комитета ВКП(б), 2-й секретарь Калининского областного комитета ВКП(б), секретарь Президиума Верховного Совета РСФСР.
Избирался депутатом Верховного Совета РСФСР 2-го, 4-го, 5-го созывов.
Умер в 1990 году.